# Вормінстер Тауншип (округ Бакс, Пенсільванія)
Вормінстер Тауншип (англ. Warminster Township) — селище (англ. township) в США, в окрузі Бакс штату Пенсільванія. Населення — 33 603 особи (2020).

### Клімат
| Клімат : Вормінстер Тауншип  | Клімат : Вормінстер Тауншип | Клімат : Вормінстер Тауншип | Клімат : Вормінстер Тауншип | Клімат : Вормінстер Тауншип | Клімат : Вормінстер Тауншип | Клімат : Вормінстер Тауншип | Клімат : Вормінстер Тауншип | Клімат : Вормінстер Тауншип | Клімат : Вормінстер Тауншип | Клімат : Вормінстер Тауншип | Клімат : Вормінстер Тауншип | Клімат : Вормінстер Тауншип | Клімат : Вормінстер Тауншип |
| Показник                     | Січ.                        | Лют.                        | Бер.                        | Квіт.                       | Трав.                       | Черв.                       | Лип.                        | Серп.                       | Вер.                        | Жовт.                       | Лист.                       | Груд.                       | Рік                         |
| Середній максимум, °C        | 4,2                         | 5,9                         | 10,5                        | 17,0                        | 22,5                        | 27,5                        | 29,8                        | 28,9                        | 25,1                        | 18,8                        | 12,8                        | 6,5                         | 17,5                        |
| Середня температура, °C      | −0,4                        | 1,1                         | 5,2                         | 11,2                        | 16,5                        | 21,7                        | 24,2                        | 23,4                        | 19,3                        | 12,9                        | 7,6                         | 2,1                         | 12,1                        |
| Середній мінімум, °C         | −5                          | −3,8                        | −0,1                        | 5,3                         | 10,5                        | 15,9                        | 18,6                        | 17,9                        | 13,6                        | 6,9                         | 2,3                         | −2,4                        | 6,7                         |
| Норма опадів, мм             | 87                          | 69                          | 100                         | 102                         | 109                         | 107                         | 131                         | 110                         | 111                         | 95                          | 94                          | 101                         | 1215                        |
| Вологість повітря, %         | 66.7                        | 62.9                        | 58.9                        | 57.8                        | 62.1                        | 66.3                        | 67.3                        | 69.5                        | 70.8                        | 69.8                        | 67.9                        | 68.4                        | 65.7                        |
| ---------------------------- | --------------------------- | --------------------------- | --------------------------- | --------------------------- | --------------------------- | --------------------------- | --------------------------- | --------------------------- | --------------------------- | --------------------------- | --------------------------- | --------------------------- | --------------------------- |
| Джерело: PRISM Climate Group |                             |                             |                             |                             |                             |                             |                             |                             |                             |                             |                             |                             |                             |

## Демографія
Згідно з переписом 2010 року, у селищі мешкали 32 682 особи в 12 874 домогосподарствах у складі 8949 родин. Було 13418 помешкань
Расовий склад населення:
| - 89,3 % — білих - 3,1 % — чорних або афроамериканців - 1,9 % — азіатів - 0,2 % — корінних американців - 0,1 % — вихідців з тихоокеанських островів - 3,7 % — осіб інших рас |

До двох чи більше рас належало 1,8 %. Частка іспаномовних становила 7,7 % від усіх жителів.
За віковим діапазоном населення розподілялося таким чином: 20,1 % — особи молодші 18 років, 56,8 % — особи у віці 18—64 років, 23,1 % — особи у віці 65 років та старші. Медіана віку мешканця становила 44,6 року. На 100 осіб жіночої статі у селищі припадало 94,0 чоловіків;  на 100 жінок у віці від 18 років та старших — 90,4 чоловіків також старших 18 років.
Середній дохід на одне домашнє господарство  становив 78 142 долари США (медіана — 63 471), а середній дохід на одну сім'ю — 93 418 доларів (медіана — 84 335). Медіана доходів становила 54 288 доларів для чоловіків та 42 407 доларів для жінок. За межею бідності перебувало 7,6 % осіб, у тому числі 11,8 % дітей у віці до 18 років та 4,0 % осіб у віці 65 років та старших.
Цивільне працевлаштоване населення становило 14 635 осіб. Основні галузі зайнятості: освіта, охорона здоров'я та соціальна допомога — 24,2 %, виробництво — 13,3 %, роздрібна торгівля — 12,3 %, науковці, спеціалісти, менеджери — 11,4 %.